# 14214 Hirsch
14214 Hirsch eller 1999 RP86 är en asteroid i huvudbältet som upptäcktes den 7 september 1999 av LINEAR i Socorro County, New Mexico. Den är uppkallad efter Theresa Hirsch.
Asteroiden har en diameter på ungefär 3 kilometer.